# لانه‌آویز دم‌زرد سبز
لانه‌آویز دم‌زرد سبز (نام علمی: Psarocolius viridis) نام یک گونه از سرده لانه‌آویز دم‌زرد است.